# دیوید آمبروز
دیوید آمبروز (انگلیسی: David Ambrose؛ زادهٔ ۲۱ فوریهٔ ۱۹۴۳) فیلم‌نامه‌نویس، رمان‌نویس و نویسنده اهل بریتانیا است.
وی نویسنده فیلم‌هایی همچون فریب، سال اسلحه و تفنگ‌دار پنجم بوده است.